# 嘉泉大学校
嘉泉大学校（カチョンだいがっこう、英称: Gachon University）は、大韓民国京畿道城南市寿井区福井洞山63番地に本部を置く大韓民国の私立大学である。1982年に設置された。
教育理念は「真理・創造・雄志」。学部学生10,756人、大学院学生1,079人、専任教授256人、兼任教授116人、講師700人、事務職員146人。現任総長は李吉女。

## 歴史
1982年3月11日開校。1998年韓国大学評議会から大学総合評価・最優秀大学、続く1999年大学総合評価・優秀大学、2002年教育人的資源部から教育改革評価・最優秀大学に選定された。嘉泉大学校を支えているのは韓国の医療財団「吉医療財団」である。この財団は、吉医療財団、嘉泉文化財団、嘉泉学院、京仁日報、嘉泉博物館等で構成されており、嘉泉医科大学校吉病院を中心に全国に6個の傘下病院、10個の専門医療センターを持つ。2012年3月1日から暻園大学校と嘉泉医科学大学校が統合し嘉泉大学校に改名。

## 学部
10学部42学科によって構成されている。
- 人文科学大学
  - 国語国文学科
  - 中国語中国文学科
  - 仏語仏文学科
  - 独語独文学科
  - 英語英文学科（夜間課程あり）
  - 日本語日本文学科
- 経商大学
  - 経営・会計学科（夜間課程あり）
  - 貿易学科（夜間課程あり）
  - 観光経営学科
  - 経済学科
- 法政大学
  - 法政学科
  - 行政・地域開発学科
  - 新聞放送学科
- 工科大学
  - 都市計画・造景（造園）学科
  - 建築学科
  - 室内建築学科
  - 電子電気情報学科
  - 電子工学科（夜間課程あり）
  - 生命工学科
  - 機械工学科
  - 土木環境工学科
  - 産業情報システム工学科
- ソフトウェア大学
  - ソフトウェア学科
- 自然科学学部
  - 数学情報学科
  - 物理学科
  - 化学科
  - 応用統計学科
- 医科大学
  - 医芸科
  - 医学科
- 韓方医学部
  - 韓医予科
  - 韓医学科
- 美術大学
  - 絵画科
  - 彫刻科
  - 繊維美術科
  - デザイン学科
- 音楽大学
  - 声楽科
  - 管弦楽科
  - ピアノ科
  - 作曲科
- 生活科学大学
  - 服飾学科
  - 児童学科
  - 食品栄養学科
  - 医療経営情報学科
  - 体育学科
  - テコンドー学科

### 大学院
- 大学院

#### 特殊大学院
- 経営情報大学院
- 教育大学院
- 行政大学院
- 産業・環境大学院
- ソフトウェア大学院
- デザイン文化情報大学院
- 社会体育大学院

## 主な出身者
- イトゥク（SUPER JUNIOR） - アーティスト

## 付属施設
- 国際語学院
  - 英語
  - 中国語
  - 日本語
  - 独語
  - 仏語
  - 韓国語

## 国際語学院・韓国語課程
付属施設の国際語学院では、韓国語を母国語としない人たち向けの韓国語正規課程を開設している。初級1・2、中級1・2、高級1・2の計6レベルから構成されており、週5日・10週の日程によって行われる。

## 交通
- 盆唐線・嘉泉大駅